# Bert Parks
Bert Parks (30 de diciembre de 1914 - 2 de febrero de 1992) fue un actor, cantante y presentador radiofónico y televisivo estadounidense, conocido sobre todo por presentar entre 1955 y 1979 la emisión de la elección de Miss America.

## Biografía
Su verdadero nombre era Bertram Jacobson, y nació en Atlanta, Georgia. Sus padres eran Hattie Spiegel y Aaron Jacobson. Parks consiguió su primer trabajo en el mundo del espectáculo con la emisora de radio de Atlanta WGST. A los 19 años de edad se mudó a Nueva York. Fue contratado como cantante y cómico en el programa The Eddie Cantor Show, antes de entrar a formar parte de la cadena CBS como presentador. Parks presentó Break the Bank, estrenado en la radio en 1945 y emitido por televisión entre 1948 y 1957. También presentó Stop the Music, en la radio en 1948 y en la TV entre 1949 y 1952.
Entre los concursos que Parks presentó en televisión figuran The Big Payoff (1951), Balance Your Budget (1952), Double or Nothing (1952), Two in Love (1954), Giant Step (1956), Hold That Note (1957), County Fair (1958), Bid 'n' Buy (1958), Masquerade Party (estrenado en 1952 con Parks como panelista, hasta que fue su presentador en 1958), y Yours For A Song (1961). Parks también presentó el programa piloto de The Hollywood Squares, pero no fue seleccionado para continuar con la serie. 
También tuvo un programa propio, The Bert Parks Show (1950). Además, presentó la emisión de la elección de Miss América desde 1955 hasta 1979. Sin embargo, en 1979 fue despedido con la intención, por parte de la organización, de intentar ganarse una audiencia más joven. Aunque Johnny Carson le apoyó públicamente en su programa The Tonight Show, Parks no fue readmitido.
Junto a otras muchas celebridades, presentó el programa radiofónico de la NBC "Monitor" en diferentes ocasiones a lo largo de la década de 1960.
En la película de 1990 The Freshman (El novato), protagonizada por Matthew Broderick y Marlon Brando, Parks cantó el tema There She Is, Miss America, en un guiño hacia su antigua actividad.
Parks actuó en la serie de TV WKRP In Cincinnati, en el episodio de 1980 titulado "Herb's Dad". En 1991 actuó como él mismo en un episodio de la serie Juzgado de guardia. 
Bert Parks falleció a causa de un cáncer de pulmón en 1992 en La Jolla (San Diego), California. Fue incinerado, y sus cenizas entregadas a sus deudos.